# Verein für multikulturelle Kinder- und Jugendhilfe
Der Verein für multikulturelle Kinder- und Jugendhilfe – Migrationsarbeit (IFAK e. V.) ist eine Migrantenselbstorganisation aus Bochum, Mitglied im Paritätischen Wohlfahrtsverband, Träger der interkulturellen Kinder- und Jugendhilfe und mit erzieherischen Hilfen im gesamten Ruhrgebiet tätig. Die IFAK e. V. ist bundesweit für ihre Arbeit im Bereich der Salafismusprävention bekannt.

## Geschichte
Gegründet wurde der Verein 1974 als ehrenamtliche Initiative von Lehrern und Schülern eines Bochumer Gymnasiums. Hintergrund war seinerzeit der verstärkt einsetzende Familiennachzug von Angehörigen ausländischer Arbeitnehmer nach dem Anwerbestopp. 1996 wurde der IFAK-Kindergarten e. V. als Trägerverein von Tageseinrichtungen gegründet. 2005 wurde der IFAK Förderverein Interkultur e. V. gegründet, um Aktivitäten und Maßnahmen zur Förderung und Unterstützung der sozialen und pädagogischen Arbeit der beiden IFAK-Vereine zu bündeln.

## Name und Aufgabe
Die IFAK e. V. ist eine gemeinnützige, parteipolitisch neutrale und religiös ungebundene Selbstorganisation von Zuwanderern und Einheimischen auf kommunaler Ebene. Sie ist Träger von mehreren Einrichtungen, Projekten und Maßnahmen im Bereich der interkulturellen Kinder- und Jugendhilfe sowie der Migrationssozialarbeit in verschiedenen Bochumer Stadtteilen, in denen viele Familien mit Migrationsgeschichte leben.
Bis heute hat sich die IFAK e. V. zu einer Organisation entwickelt, in der sowohl Mitgliedschaft und Vorstand als auch die Teams der einzelnen Einrichtungen multiethnisch besetzt sind.  Diese verfolgen einen interkulturellen Arbeitsansatz und damit das gemeinsame Ziel, das Zusammenleben und die gegenseitige Akzeptanz sowie Toleranz von Zuwanderern und Einheimischen zu fördern, die Migrationsbevölkerung zu stärken und Benachteiligungen abzubauen.
Die IFAK e. V. ist Mitglied im Der Paritätische NRW und seit 1975 staatlich anerkannter Träger der freien Jugendhilfe. Auf kommunaler Ebene ist sie Mitglied in der Arbeitsgemeinschaft der Offenen Türen in Bochum (AGOT) und dem Kinder- und Jugendring. IFAK e. V. ist zudem Mitglied in der Bundesarbeitsgemeinschaft religiös begründeter Extremismus (BAG RelEx), und die IFAK-Geschäftsführerin Friederike Müller ist zugleich Vorsitzende der BAG RelEx.
In der IFAK arbeiten derzeit etwa 200 Mitarbeiter in Teil- und Vollzeitbeschäftigung. Unterstützt wird die Arbeit durch Mitglieder und zahlreiche ehrenamtlich tätige Bürger Bochums.

### Einrichtungen und Projekte
Im Folgenden sind einige aktuelle oder ehemalige Projekte genannt:
- Multikulturelles Zentrum – Herbert-Siebold-Haus
- Kindertagesstätte Familienzentrum Engelsburg
- Bildungswerk „Pro Integration“
- Akademie für interkulturelle Handlungskompetenzen (Kooperation mit dem Paritätischen Bildungswerk)[4]
- Kinder-, Jugend- und Stadtteilzentrum e57
- Stadtteiltreff Hustadt
- Stadtteilzentrum Q1 – Zentrum für Kultur, Religion und Soziales
- Integrationsagentur Querenburg (Steinkuhl)
- Integrationsagentur Querenburg (Hustadt)
- Integrationsagentur Mitte/Dahlhausen
- Aktionsbüro Einbürgerung[5]
- Migrationsberatung für erwachsene Zuwanderer[6]
- Mehrgenerationenhaus Stadtteilzentrum Dahlhausen[7]
- Bildungsoffensive Lernförderung
- Offene Ganztagsschule Carl-Arnold-Kortum
- Offene Ganztagsschule An der Maarbrücke
- Schülerclub Erich Kästner-Schule (Bochum)
- Migrationsspezifische kultursensible Erzieherische Hilfen
- Beratungsnetzwerk Grenzgänger
- Beratungsnetzwerk Anschluss
- Wegweiser Bochum[8]

## Modellprojekte
Die IFAK ist auch Träger mehrerer Modellprojekte mit überregionaler Bedeutung. Gerade im Bereich der Deradikalisierung und Salafismusprävention stellt sie ein bundesweit einzigartiges Projekt, welches selbst international Anerkennung findet. Im Bereich der interreligiösen und interkulturellen Zusammenarbeit und der Verbesserung von Lebensbedingungen arbeitet IFAK e. V. eng mit der der Evangelischen Kirche zusammen. Mit den Projekten Beratungsnetzwerk für Toleranz und Miteinander und Wegweiser Bochum wurde IFAK e. V. für ihre Arbeit in der Salafismusprävention bekannt. IFAK versucht zudem, durch Betreuung und Aktionen wie die Vermittlung gespendeter Tablets dazu beizutragen, dass Kinder ihre während der COVID-19-Pandemie entstandenen oder vergrößerten Bildungslücken schließen und versäumten Schulstoff aufholen können.

### Wegweiser Bochum
Das Präventionsprojekt „Wegweiser - gemeinsam gegen gewaltbereiten Salafismus“ ist ein Projekt, welches die IFAK in Kooperation mit dem Ministerium für Inneres und Kommunales des Landes Nordrhein-Westfalen durchführt.
Es ist ein umfassendes, innovatives Präventionsprogramm gegen gewaltbereiten Salafismus, soll bereits den Einstieg in den gewaltbereiten Salafismus verhindern und zielt daher schwerpunktmäßig auf junge Menschen, die dabei sind, sich zu radikalisieren. Mit seinem Beratungs- und Betreuungsangebot für Betroffene und das soziale Umfeld setzt das Programm früh an und verfolgt bei der Lösungssuche einen ganzheitlichen Ansatz. Es startete in den Modellkommunen Bochum, Bonn und Düsseldorf  und ist auf zahlreiche weitere Städte bzw. Regionen des Landes ausgeweitet worden.
In dem Projekt arbeiten persönliche Ansprechpartner vor Ort, die eigene Erfahrungen mit dem Islam haben. Eine erste Bilanz zog Innenminister Ralf Jäger im Oktober in der IFAK und lobte das Engagement und die Einzigartigkeit des Projektes.

### Beratungsnetzwerk Grenzgänger
Das Projekt „Beratungsnetzwerk Grenzgänger“ ist ein Projekt der IFAK e. V., das in Kooperation mit dem
Bundesministerium des Innern (BMI) und dem Bundesamt für Migration und Flüchtlinge (BAMF) durchgeführt wird und sich der Probleme von Betroffenen von salafistischer Radikalisierung annimmt. Es kooperiert mit der Beratungsstelle Radikalisierung des BAMF.
Das Beratungsnetzwerk folgt dem Ansatz, die Jugendlichen nicht direkt, sondern über deren Umfeld zu erreichen. Ein direkter Kontakt mit den Jugendlichen findet nicht statt. Dahinter steht der Gedanke, dass das soziale Umfeld eine Radikalisierung am ehesten bemerkt und auch für eine Deradikalisierung unverzichtbar ist. Mit dem Kontakt zu Angehörigen verfolgt man zwei Ziele: Erstens möchte man die Verunsicherung der Eltern im Umgang mit ihren Kindern durch entsprechende Aufklärung auffangen. Zweitens wird über die Angehörigen versucht, Einfluss auf die Jugendlichen zu nehmen. Voraussetzung dafür ist, dass weiterhin ein Kontakt zur Familie besteht und sich die Jugendlichen nicht vollständig von ihrem sozialen Umfeld zurückgezogen haben oder beispielsweise nach Syrien ausreisen, um dort zu kämpfen. Mit dem Beratungsnetzwerk Anschluss hat die Beratungsstelle ihr Angebot auch für ehren- und hauptamtlich im Themenfeld Migration und Flucht Engagierte geöffnet.

### Kindervilla Pfiffikus und Stadtteilzentrum Q1
Die Kita Pfiffikus im Westend ist eine besondere: Sie ersetzt nicht nur drei bisherige Kindergärten (katholisch, evangelisch, religionsunabhängig) sie wird zudem als erste in Kooperation getragen, von der Evangelischen Kirche und der IFAK e. V. 2009 entstand im Westend die Idee, diese Kooperation zu wagen die eine besondere ist: Das pädagogische Konzept beinhaltet sowohl das Leitbild der Evangelischen Kindergartengemeinschaft wie den Schwerpunkt der interkulturellen Arbeit, für den die IFAK e. V. steht.
Im Juni 2015 wurde das interkulturelle und interreligiöse „Stadtteilzentrum Q1 – Eins im Quartier – Zentrum für Kultur, Religion und Soziales“ eingeweiht.

### Kindertagesstätte Diemelstraße
Am 19. September 2020 wurde die Kindertagesstätte Diemelstraße eingeweiht.